# Francisco Portillo
Francisco Portillo Soler (* 13. Juni 1990 in Málaga) ist ein spanischer Fußballspieler.

## Karriere
Portillo wurde in Málaga geboren und begann dort mit dem Fußballspielen. Seit 2006 spielt er für den lokalen spanischen Erstligisten FC Málaga in der Jugendabteilung. Mit 18 Jahren schaffte er dann den Sprung in Málagas zweite Mannschaft, Atlético Malagueño. Nach einer Spielzeit dort machte er  in der Vorbereitung zur Saison 2009/10 erstmals auf sich aufmerksam und gab ein halbes Jahr später, im Januar 2010, sein Ligadebüt in der ersten Mannschaft. Im folgenden Sommer verlängerte er seinen Vertrag bei den Andalusiern um drei Jahre bis zum Ende der Saison 2012/13.
Nach der Übernahme des Klubs durch Scheich Abdullah Al Thani konnten mit Beginn der Saison 2011/12 viele namhafte Spieler verpflichtet werden, von denen es Portillo insbesondere Santi Cazorla und Joaquín nahezu unmöglich machten, sich einen Stammplatz zu erspielen. Hatte er in der Vorsaison noch 17 Ligaspiele absolviert, waren es nunmehr zwei. Als Al Thani den Verein im August 2012 wieder zum Verkauf freigab, mussten viele namhafte Spieler den Verein aufgrund der finanziell angespannten Situation verlassen, sodass Portillo in der Spielzeit 2012/13 zum Stammpersonal zählte. Trotz des personellen Umbruchs erreichte er mit der Mannschaft das Viertelfinale der Champions League, wo man knapp an Borussia Dortmund (0:0, 2:3) scheiterte.
Am 15. Januar 2015 wechselte Portillo bis zum Saisonende auf Leihbasis in die Segunda División zu Betis Sevilla. Im Anschluss an die Leihe verpflichtete Betis ihn fest. Im Sommer 2016 schloss er sich erneut auf Leihbasis dem FC Getafe an. Auch dort blieb er nach Ablauf der Leihe. Nach insgesamt fünf Jahren in Getafe wechselte der Spanier im Juli 2021 zum Zweitligisten UD Almería. Mit dem Verein stieg er am Ende der ersten Spielzeit in die Primera División auf. Die Saison 2023/24 verbrachte er beim CD Leganés in der Segunda División und auch dort gelang auf Anhieb der Aufstieg. Portillo verließ den Klub jedoch wieder und nach kurzer Vereinslosigkeit ging er im November 2024 zu Real Oviedo.

## Erfolge
Betis Sevilla
- Spanischer Zweitligameister: 2015

UD Almería
- Spanischer Zweitligameister: 2022

CD Leganés
- Spanischer Zweitligameister: 2024